# Малія (Ізола)
Малія (словен. Malija) — поселення в общині Ізола, Регіон Обално-крашка, Словенія. Висота над рівнем моря: 225,5 м.